# Szabó Péter (hadtörténész)
Szabó Péter (Sárbogárd, 1959. szeptember 18. –) magyar hadtörténész.

## Életpályája
A helyi Petőfi Sándor Gimnázium tanulójaként 1978-ban érettségizett. Felsőfokú tanulmányait könyvtár – történelem szakon az ELTE Bölcsészettudományi Karán végezte el. Szülei pedagógusok voltak, felesége Jobst Ágnes könyvtáros-történész. Első, és ez idáig
egyedüli munkahelye a Hadtörténeti Intézet és Múzeum, ahol jelenleg is, mint hadtörténész kutató tevékenykedik. 1998. február 1-jén a hivatásos tiszti állományba lépett. Kutatási területe a magyar királyi honvédség 1920 és 1945 közötti története, különös tekintettel annak
második világháborús részvételére. Publikációi a magyar királyi 2. honvéd hadsereg története (1942-1943), a magyar megszálló alakulatok tevékenysége ukrán és galíciai területen (1941-1944), , a második világháborús magyar munkaszolgálat, a katonai veszteségek, a nyugati hadifogság, a lovasság krónikája és tisztikara, nemzetiségi hadkötelesek alkalmazása a honvédség kötelékében és az egyes honvéd gyalogezredek és hadosztályok résztémákban jelentek meg. Legfőbb munkájának a „Don-kanyar”, illetve bővített változata „Magyarok a Don-kanyarban” című monográfiáját tartja, amely négyszer magyarul és egyszer lengyelül látott napvilágot. 
1984 és 1995 között a Hadtörténeti Intézet és Múzeum Legújabb- és Jelenkortörténeti Osztály tudományos munkatársa, majd tudományos főmunkatársa.
1995 és 2000 között a Hadtörténeti Intézet és Múzeum Legújabb- és Jelenkortörténeti Osztály, majd Alosztály osztály, illetve alosztály vezetője.
2000-től a Hadtörténeti Intézet és Múzeum tudományos főmunkatársa. 
1991. április 10-én a Tudományos Minősítő Bizottság a hadtudomány kandidátusává nyilvánította, disszertációjának címe: „A 2. magyar hadsereg III. hadtestének részvétele a keleti hadszíntér 1942/43-as hadműveleteiben.”
2004. február 20-án az MTA Doktori Tanácsa által hozott döntéssel az MTA doktora tudományos címet adományozta számára, doktori értekezésének címe: „Don-kanyar. A magyar királyi 2. honvéd hadsereg története (1942–1943).”

### Szakmai és tudományos megbízatásai
- MTA Köztestület, tag (1991-)
- Magyar Történelmi Társulat igazgatóválasztmánya, tag (1995-1999)
- MTA IX. Főosztály Hadtudományi Bizottság, tag (2012-)
- Károli Gáspár Református Egyetem Bölcsészettudományi Doktori Iskola, törzstag (2012-2018)
- Hadtörténelmi Közlemények szerkesztősége, tag (2017-)

## Díjai, elismerései
- Az év ifjú hadtörténésze (1996)
- Bezerédj-díj (2001)

## Főbb könyvei, publikációi
- Bene János - Szabó Péter. Huszonnégyes honvédek a Kárpátokban. A m. kir. 24. gyaloghadosztály története.1944-1945.). Nyíregyháza: Jósa András Múzeum Kiadványai (1997). ISBN 963 7220 33 X

- Bús János – Szabó Péter. Béke poraikra… A keleti hadműveletek során elesett, meghalt magyar honvédekről és munkaszolgálatosokról (Dokumentum-emlékkötet). Budapest: Varietas 93. Kft. és a HIM (1999). ISBN 963 03 8934 7

- Sarkady Sándor – Szabó Péter. Soproniak a Don-kanyarban. Sopron: Edutech Kiadó (2001). ISBN 963 85651 4 4

- Ságvári György – Somogyi Győző – Szabó Péter. Honvédhuszárok. Magyar királyi honvédlovasság 1920-1945. Budapest: Timp Kiadó (2001). ISBN 963 00 7540 7

- Bús János – Szabó Péter. Béke poraikra… II. Dokumentum-emlékkönyv a második világháborúban a történelmi Magyarország területén elesett és meghalt magyar honvédekről és munkaszolgálatosokról. Budapest: Varietas 93 Kft. és a HIM (2001). ISBN 963 00 8700 6 ö

- Bene János – Szabó Péter. A magyar királyi honvéd huszár tisztikar 1938-1945. A Jósa András Múzeum kiadványai 52. Nyíregyháza (2003), Második bővített kiadása. Budapest: Heraldika Kiadó (2006). ISBN 963 9204 22 6

- Bene János – Szabó Péter. A magyar királyi honvéd huszár tisztikar 1938-1945. A Jósa András Múzeum kiadványai 52. Nyíregyháza (2003), Harmadik bővített és átdolgozott kiadása: Huszár Almanach 1938-1945. Magyar királyi hivatásos és tartalékos honvéd huszár tisztikar. I.-II. kötet. Budapest: Fapados Kiadó (2010). ISBN 978 963 299 973 9

- Szabó Péter – Számvéber Norbert. A keleti hadszíntér és Magyarország 1941-1943. Puedlo Kiadó, Nagykovácsi, 2002., Második kiadása. Nagykovácsi: Puedlo Kiadó (2003). ISBN 9477 07 9

- Szabó Péter – Számvéber Norbert. A keleti hadszíntér és Magyarország 1943 – 1945. Puedlo Kiadó, Nagykovácsi (2003) Második, bővített és átdolgozott kiadása. Nagykovácsi: Puedlo Kiadó (2009). ISBN 978 963 249 091 5

- Illésfalvi Péter – Szabó Péter – Számvéber Norbert. Erdély a Hadak Útján 1940-1944. Nagykovácsi: Puedlo Kiadó (2005). ISBN 963 9477 75 3

- Bajor Péter – Szabó Péter. Requiem egy tábornokért. Legeza János élete, doni naplója és más feljegyzései. Budapest: Mikes Kiadó (2008). ISBN 978 963 8130 72 3

- Babucs Zoltán – Maruzs Roland – Szabó Péter. „Légy győzelmek tanúja…” A kecskeméti magyar királyi „Zrínyi Miklós” 7. honvéd gyalogezred a második világháborúban. Nagykovácsi: Puedlo Kiadó (2008). ISBN 978 963 2490 571

- Babucs Zoltán – Szabó Péter. „Szent Istvánnal álljuk mindig a vártát”. A székesfehérvári magyar királyi „Szent István” 3. honvéd gyalogezred a második világháborúban. Nagykovácsi: Puedlo Kiadó (2009). ISBN 978 963 249 100 4

- Illésfalvi Péter – Szabó Péter. Erdélyi bevonulás, 1940. Barót: Tortoma Kiadó (2010). ISBN 978 606 92279 9 2

- Bús János – Szabó Péter. Béke poraikra… III. Dokumentum-emlékkönyv a második világháború nyugati hadműveleti területén és a nyugati hadifogságban meghalt magyar katonákról. Budapest: Zrínyi Kiadó (2013). ISBN 978 963 327 568 9

- Babucs Zoltán – Szabó Péter. „Legyetek eskütökhöz hívek mindhalálig!” A budapesti magyar királyi „József nádor” 2. honvéd gyalogezred a második világháborúban. Nagykovácsi: Puedlo Kiadó (2013). ISBN 978 963 249 148 6

- Molnár András – Szabó Péter. Utóvédként a Donnál. I-II. kötet. Hadiokmányok, harctéri naplók és visszaemlékezések a magyar királyi 9. honvéd könnyű hadosztály történetéhez. (Zalai Gyűjtemény 76.), I-II. kötet. Zalaegerszeg: MNL ZML (2014). ISBN 978 963 7226 77 9

- Lukács Bence Ákos – Szabó Péter. A somogyi rosseb hadosztály a Don-kanyarba. Hadiokmányok, harctéri naplók, tábori levelezőlapok, visszaemlékezések és sajtóhíradások a magyar királyi 10. honvéd könnyű hadosztály történetéhez, 1942-1943. Budapest: Zrínyi Kiadó (2015). ISBN 978 963 327 652 5

- Gróf Péter – Szabó Péter. Somogyi bakák szakaszparancsnokaként a Don-kanyarban. Gróf Imre élettörténete és oroszországi harctéri naplója. Budapest: Cédrus Művészeti Alapítvány - Napkút Kiadó (2015). ISBN 978 963 263 533 0

- Molnár András – Szabó Péter. Zalai honvédek Erdélyben. Dokumentumok a magyar királyi 9. honvéd önálló gyalogdandár mozgósításáról és észak-erdélyi bevonulásáról, 1940. Zalaegerszeg: MNL ZML (2015). ISBN 978 963 7226 81 6

- Molnár András – Szabó Péter. Zalai honvédek Kárpátalján. Dokumentumok a magyar királyi 9. honvéd önálló gyalogdandár kárpátaljai bevonulásáról és a szlovák-magyar fegyveres összetűzésben való részvételéről, 1939. március–április. Zalaegerszeg: MNL ZML (2016). ISBN 978 963 7226 85 4

- Molnár András – Szabó Péter. Utóvédként a Donnál. III. kötet. Újabb dokumentumok a magyar királyi 9. honvéd könnyű hadosztály történetéhez, 1942-1943. (CD-melléklet: A 9. könnyű hadosztály 1942-43. évi személyi veszteségei a keleti hadszíntéren (Adattár). Zalaegerszeg: MNL ZML (2017). ISBN 978 963 7226 86 1

- Aradi Gábor – Szabó Péter. A tolnai hadosztály a Don-kanyarban. Hadiokmányok, harctéri naplók, tábori levelezőlapok és visszaemlékezések a szekszárdi magyar királyi 12. honvéd könnyű hadosztály történetéhez, 1942-1943. Budapest: Zrínyi Kiadó (2017). ISBN 978 963 327 743 0

- Szabó Péter. Keleti front – nyugati fogság. A magyar honvédség a második világháborúban és azt követően, 1941-1946. Budapest: Jaffa Kiadó (2018). ISBN 978 963 475 056 7

- Szabó Péter. Magyarok a Don-kanyarban. A magyar királyi 2. honvéd hadsereg története (1942-1943). Budapest: Kossuth Kiadó (2019). ISBN 978 963 09 9827 7

- Sebestyén Elemér – Szabó Péter. Magyar katonai közigazgatás Észak-Erdélyben és a Székelyföldön 1940 őszén. Századok. 142. évfolyam 2008/6. sz. 1383-1420. p. (2008)

- Szabó Péter. Adalékok a magyar királyi honvédség megszálló alakulatainak tevékenységéről a keleti hadműveleti területen. Rejmentarovka, 1941. december 21. Hadtörténelmi Közlemények 2011/2. 481-495. p

- Szabó Péter. A magyar királyi honvédség és a tudatos népirtás vádja. Történelmi Szemle 2013/2. 307-323. p.
- Szabó Péter – Szebenyi István. Az utolsó töltényig – Magyar huszárok a második világháború forgószínpadán. Szülőföld Könyvkiadó (2021). ISBN 9786156172723